# Somatén
Le somatén (du catalan so metent, « émettant du son ») est une ancienne institution paramilitaire de la Catalogne. Il s'agissait au départ d'un corps armé d'autodéfense civile, séparé de l'Armée et voué à la protection des individus et des terres.

## Histoire
Il tire ses origines du sagramental des Cortes catalanes de 1068 et d'un usatge (« usage ») dénommé Princeps namque. Ces deux textes de loi définissent le caractère à la fois policier (à l'échelle locale) et militaire (de façon plus générale) conféré au somatén.
Une autre attribution du somatén consistait à donner l'alarme aux localités voisines, ce qu'elle faisait de différentes manières (brasiers allumés de sommets à sommets, sonnerie de cors, de trompettes ou de cloches). Ses membres étaient tous les voisins en mesure de participer. Ils avaient l'obligation de conserver des armes chez eux et de s'exercer à leur maniement de façon périodique.
On nomme également somatén general certaines mobilisations massives des citoyens, qui connurent leur apogée aux XIIe siècle et XIIIe siècle mais continuèrent d'exister au cours des deux siècles suivants. Aux XVIe siècle et XVIIe siècle il acquiert un rôle fondamentalement policier, contre les bandits, huguenots et pirates, défini par la Constitution de 1561, et qui reste en vigueur jusqu'au milieu du XVIIe siècle.
À partir de la défaite des partisans catalans de Charles VI du Saint-Empire dans la Guerre de Succession d'Espagne (1714), Philippe V promulgue les décrets de Nueva Planta, dont l'un des effets est la suppression du somatén, mené par le général Moragues pendant la guerre. Malgré cette suppression, le somatén fut rétabli en 1794 par le Comte de l'Union durant la guerre du Roussillon (1793-1795), pour suppléer à l'armée mal-en-point. Il fut de nouveau utilisé durant la Guerre d'indépendance espagnole 1808-1814), contre les français à Roses, Barcelone et Tarragone. La Junte de Catalogne, nomma en juin 1808 Juan Clarós Inspecteur Général de tous les Somatenes et le célèbre Docteur Mossèn Rovira, Chef de ceux de l'Ampurdan.
Il fut reconstitué en 1855 par les grands propriétaires terriens, sous le nom de Sometent Armat de la Muntanya de Catalunya et adopta la devise de « Pau, pau i sempre pau » (Paix, paix et toujours paix). Il acquiert à partir de ce moment un caractère de corps militaire auxiliaire de l'ordre public dans les zones rurales, destiné à protéger les domaines des grands propriétaires. Il fut de nouveau aboli au cours de la Première République, mais fut rétabli peu après pour combattre les carlistes lors de la troisième guerre carliste.
Plus tard, le somatén agit à diverses occasions en collaboration avec les autorités. Ainsi par exemple ils collaborèrent à l'arrestation de Francisco Ferrer, accusé de complicité dans l'attentat contre Alphonse XIII perpétré par Mateo Morral, et contre les grèvistes de Alella, dans les années qui avaient précédé la dictature de Primo de Rivera. Au cours de celle-ci, le dictateur tenta, sans succès d'exporter la figure du somatén dans le reste de l'Espagne. En 1931 il est de nouveau dissout par la Seconde République, à cause de ses tendances conservatrices, mais il est rétabli en 1936 lorsque la Guerre Civile éclate. Celle-ci terminée, il est une nouvelle fois dissout mais rapidement, en 1945, le régime franquiste le réorganise sous le nom de Somatén Armado, avec comme principal objectif celui de collaborer avec la Guardia Civil dans la lutte contre les maquis. Ses membres, qui détenaient des fusils et avait une licence de port d'arme (rare dans l'Espagne franquiste), ne pouvaient pas agir en solitaire, mais pouvaient être intégrés dans les troupes de la Guardia Civil en cas d'urgence ou de besoin. Ainsi, le somatén franquiste Abel Rocha tue à coups de feu l'anarchiste Quico Sabaté à Sant Celoni le 5 janvier 1960.
Le somatén fut définitivement dissout par le Sénat espagnol en 1978.